# Malavijsko-tanzanijska granica
Granica Malavija i Tanzanije međunarodna je granica koja razdvaja Malavi i Tanzaniju u istočnoj Africi. Veći dio granice čini rijeka Songwe, čiji se izvor nalazi u planinama jugozapadno od planine Rungwe i grada Tukuyu. Songwe brzo teče i redovito mijenja svoj tok u kratkom vremenskom razdoblju, formirajući nove meandre i uzrokujući pomicanje točne granične lokacije i nejasnoću. Trenutno se gradi brana za regulaciju toka rijeke.
Granica slijedi Songwe u jezero Malavi, gdje se sastaje s tromeđom između Malavija, Mozambika i Tanzanije. Granica na jezeru Malawi je sporna, kao i prava na jezero.
Nakon sporazuma Heligoland-Zanzibar iz 1890., dvije kolonijalne sile, Ujedinjeno Kraljevstvo (za Nyasaland, koji je kasnije postao Malavi) i Njemačka (za Tanganjiku, koja je kasnije postala Tanzanija) složile su se da će granica slijediti tanzanijsku obalu jezera. Kada su Malavi i Tanzanija stekle neovisnost, sporazum nije mijenjan. Projekti istraživanja nafte na jezeru koje provodi britanska tvrtka oživjeli su granične nesuglasice između dviju zemalja.